# Израильско-сенегальские отношения
Израильско-сенегальские отношения — международные двусторонние дипломатические, экономические и культурные отношения между Израилем и Сенегалом.
Между двумя странами установлены полные дипломатические отношения. У Израиля есть посольство в Дакаре. Израиль участвует в различных программах сотрудничества с этой африканской страной, в том числе в сфере развития сельского хозяйства.
В настоящее время послом Израиля в Сенегале является Пол Хиршзон. Он также является нерезидентным послом еврейского государства в соседних Гамбии, Гвинее-Бисау, Сьерра-Леоне и Кабо Верде.

## История
Израиль стал четвёртой страной, признавшей независимость Сенегала.
В 1964 году Сенегал посетила глава МИД Израиля Голда Меир с официальным визитом.
Израильский премьер-министр Леви Эшколь посетил Сенегал в 1966 году, это был первый в истории визит израильского лидера в Синегал.
Отношения между двумя странами немного напряглись в 1973 году, когда из-за Войны Судного дня более 24 африканских стран разорвали дипломатические связи с еврейским государством под давлением арабских государств. Однако, уже в 1978 году Сенегал посетил Шимон Перес. Он участвовал в международном социалистическом саммите по приглашению сенегальского президента Леопольда Сенгора.
В 1994 году между двумя странами было подписано соглашение об экономическом сотрудничестве. В 2010 году экспорт из Израиля в Сенегал составил $3,3 млн.
В 1999 году Сенегал посетил израильский министр связи Биньямин Бен-Элиэзер с официальным визитом.
В 2008 году при посредничестве президента Сенегала Абдулая Вада прошли переговоры между группировками ФАТХ и Хамас. В том числе в переговорах затрагивалась тема заключения мирного договора с Израилем.
В декабре 2008 года посол Израиля в ООН Габриэла Шалев подписала соглашение с Программой ООН по развитию. Согласно этому соглашению Израиль будет оказывать помощь Бенину и Сенегалу: разработанные в еврейском государстве технологии управления водными ресурсами будут помогать развивающимся африканским странам бороться с голодом. Кроме того, будет оказываться помощь в сельском хозяйстве, поставках продовольствия, здравоохранении и образовании.
Между странами существует достаточно интенсивный культурный обмен. Так, в 2013 году Израиль провел кинофестиваль в некоторых сенегальских городах. Генсек сенегальской ассоциации имамов Omar Diene посещал Израиль по программе обмена, а также несколько раз возглавлял посещающие еврейское государство делегации имамов. Бывший посол Израиля в Сенегале Gideon Behar выучил местный язык Wolof и часто давал на нем интервью местным СМИ, намеренно не используя французский, как напоминающий о колониальном прошлом.
В мае 2013 году израильский посол Eli Ben-Tura пригласил в посольство 1000 человек, преимущественно мусульман, и отпраздновал с ними праздник Eid al-Adha. Это событие было особенно значимо после того, как французские войска начали операцию против исламистов в соседней Мали, а в Ливии был убит посол США. Также отмечается, что связи между Сенегалом и Израилем укрепляются: так, с 2003 по 2013 год объем торговли между двумя странами увеличился более, чем на 300 %.
Министерство сельского хозяйства проводит совместные проекты со своими сенегальскими коллегами в том числе в области облегчения доставки воды в сельскохозяйственные регионы страны. Проект под названием «Типа́» (ивр. капля‎) включает в себя использования продвинутой системы ирригации, разработанной в Израиле.
В сентябре 2016 года израильский премьер Биньямин Нетаньягу встретился с сенегальским президентом Маки Салем. На встрече израильский лидер заявил: «У нас отличные отношения между Сенегалом и Израилем и мы будем делать их еще лучше». Он также пригласил сенегальского лидера посетить Израиль с визитом. В этом же месяце израильское посольство в Сенегале организовало акцию и подарило в общей сумме 70 овец нуждающимся сенегальцам.
В декабре 2016 года после принятия резолюции Совбеза ООН № 2334, которая была подготовлена и одобрена в том числе с помощью представителей Сенегала, премьер-министр Нетаньягу отозвал израильского посла из Сенегала, отменил все планирующиеся программы помощи этой стране, а также отменил планирующийся визит министра иностранных дел Сенегала в Израиль.
В июне 2017 года Нетаньягу посетил проходящий в Либерии саммит стран ЭКОВАС, где помимо прочего встретился с президентом Сенегала Маки Салем. На этой встрече лидеры двух стран договорились о нормализации отношений. Израиль незамедлительно возвращает своего посла в Сенегал, а в ответ сенегальская сторона обещал поддержать предоставление Израилю статуса наблюдателя в Африканском союзе. Кроме того, Нетаньягу снова пригласил сенегальского президента Саля посетить Иерусалим.
В середине августа 2017 года Сенегал впервые назначил посла в Израиле, им стал Talla Fall, нерезидентный дипломат, работающий из Каира, Египет. Посол Фалл вручил верительные грамоты президенту Ривлину на церемонии в Иерусалиме.